# SS El Occidente
Az SS El Occidente egy teherhajó volt, amelyet a Morgan Line, a Southern Pacific Steamship Company leányvállalata üzemeltetett. Az El Occidentét 1910-ben építették a Morgan Line számára áru és korlátozott számú utas szállítására. Három testvérhajója volt. Az első világháború alatt USAT El Occidente néven az amerikai hadseregben, majd USS El Occidente néven a haditengerészetben szolgált. Lovak és öszvérek Franciaországba szállítására alakították át. 1918 februárjában húszperces csatát vívott két német tengeralattjáróval, és sikeresen megsemmisítette az egyik periszkópját.
A háború után visszakerült eredeti tulajdonosához és visszakapta eredeti nevét (SS El Occidente). 1941 júniusában a Morgan Line flottáját megvásárolta az Amerikai Egyesült Államok tengerészeti bizottsága. A második világháborúban kereskedelmi tengerészek által irányított, panamai zászló alatt hajózó teherhajóként működött, míg 1942. április 13-án, a QP–10-es konvoj tagjaként megtorpedózta az U–435-ös német tengeralattjáró.

## Korai évek
Az El Occidentét az amerikai Virginia államban működő Newport News Shipbuilding and Dry Dock Co. bocsátotta vízre 1910. szeptember 24-én. December 2-án kezdte meg működését a Morgan Line atlanti-óceáni divíziójában. Három azonos felépítésű testvérhajója volt, az El Sol, az El Mundo és az El Oriente. Az El Occidente volt a legfiatalabb közülük. Súlya 6008 regisztertonna, hossza 131,11 méter, szélessége 16,18 méter volt, és nagyjából 30 kilométer per órás sebességre volt képes. New York és New Orleans között közlekedett. 1913 áprilisában a New Jersey-i partok mentén, a nagy ködben legázolt egy szkúnert.

## Első világháború
Az Amerikai Egyesült Államok 1917 áprilisában belépett az első világháborúba. Mivel a csaták a tengerentúlon folytak, szükséges volt az amerikai hadsereg szállítókapacitásának növelése, ezért 14 teherhajót, köztük az El Occidentét azonnal „besoroztak”. Ezek a hajók megfelelően gyorsak voltak a transzatlanti átkeléshez, és elegendő üzemanyagot is tudtak szállítani magukkal ahhoz, hogy elérjék Franciaországot. Ami még fontosabb: kikötőben álltak, vagyis azonnal megkezdődhetett a szükséges átalakítás rajtuk. A hadsereg hivatalosan 1917. május 30-án vette át az El Occidentét.
A 14 hajóból négyet, köztük az El Occidentét állatok és áruk szállítására készítették fel, a többi egység katonákat vitt Franciaországba. Az állatszállítókba rámpákat és bokszokat szereltek, és valamennyi hajóra lövegeket telepítettek. A tengerjárókat civil tengerésztisztek és legénység irányította, de a fedélzeten több haditengerész is tartózkodott. Támadás esetén a rangidős haditengerészeti tiszt vette át a parancsnokságot.
Az El Occidente részt vette az amerikai expediciós hadsereg első transzportjában. Csoportjával, amelybe még a Montanan, a Dakotan és az Edward Luckenbach tartozott, június 17-én futott ki Brest irányába. Mivel a francia kikötőváros előtt német tengeralattjárók tevékenykedtek, a hajók Saint-Nazaire-ben kötöttek ki július 14-én. A hajó tevékenységéről a következő nyolc hónapban nem tudni, de a Chicago Daily Tribune 1918 áprilisában azt írta, hogy az El Occidente még február 2-án húszperces csatát vívott két német búvárhajóval, és lövészei megsemmisítették az egyik támadó periszkópját.
Az El Occidente a háború befejezéséig több konvojban is részt vett, 1918. szeptember 17-én például 585 lóval és összevérrel a fedélzetén futott ki Franciaország felé. A hajót augusztus 27-én átvette az amerikai haditengerészet. Utolsó katonai útját Bordeaux-ból tette meg az Egyesült Államokba, majd 1919. március 18-án „leszerelték”.

## Békében
Az El Occidente visszakerült a Morgan Line-hoz, és folytatta a teherszállítást. 1933 júliusában a New York – Galveston úton tűz ütött ki a hajó egyes számú raktárában, nagyjából 28 kilométerre Norfolktól. A legénység nem tudta eloltani a tüzet, ezért kikötöttek, és a helyi tűzoltóktól kértek segítséget. Az El Occidente 1935 szeptemberében segített a megfeneklett Dixie utasainak kimentésében. 1937 januárjában ismét tűz ütött ki a hajón, nagyjából 370 kilométerre a Mississippi torkolatáról, de a legénységnek sikerült eloltania a lángokat.

## Második világháború
1941 júniusában az Egyesült Államok tengerészeti bizottsága „besorozta” a Morgan Line teljes flottáját. Az amerikai kormány 4,7millió dollárt fizetett a tíz hajóért, és további 2,6 milliót fordított felújításukra és felszerelésükre. Az El Occidentét július 7-én Galvestonban vette át az állam, majd panamai zászló alatt hajózva megkezdte a teherszállítást. 1942. január 30-án kihajózott Bostonból, majd Halifaxben feltöltötték áruval. Február 7-én a HX–174-es konvojjal kifutott Liverpool felé, ahova 14 nappal később érkezett meg. Huszonharmadikán kihajózott Reykjavík irányába, ahol március 1-jén a PQ–12-es konvoj tagjakén Murmanszkba indult. Március 12-én érkezett meg a Szovjetunióba, ahol kipakolták a szállítmányát, majd április 10-én nyugat felé indult a QP–10-es konvojjal. Április 13-án 1 óra 29 perckor az U–435-ös német tengeralattjáró megtorpedózta. A hajó a gépháznál kapott találatot, és csaknem teljesen kettétört, majd percek alatt elsüllyedt. A legénység 41 tagjából húsz meghalt, a többieket a HMS Speedwell kimentette.

## Fordítás
- Ez a szócikk részben vagy egészben  a   SS El Occidante című angol Wikipédia-szócikk fordításán alapul.  Az eredeti cikk szerkesztőit annak laptörténete sorolja fel. Ez a jelzés csupán a megfogalmazás eredetét és a szerzői jogokat jelzi, nem szolgál a cikkben szereplő információk forrásmegjelöléseként.